# Río Grande (Whiteside)
El río Grande, a veces llamado río Cóndor , es un curso natural de agua que nace en lado chileno de la isla de Tierra del Fuego y fluye con dirección general poniente hasta desembocar en el canal Whiteside del estrecho de Magallanes.: 361 

## Trayecto
Se inicia no lejos del origen del Río Grande (río de Tierra del Fuego) y desemboca al sur de Puerto Yartou.

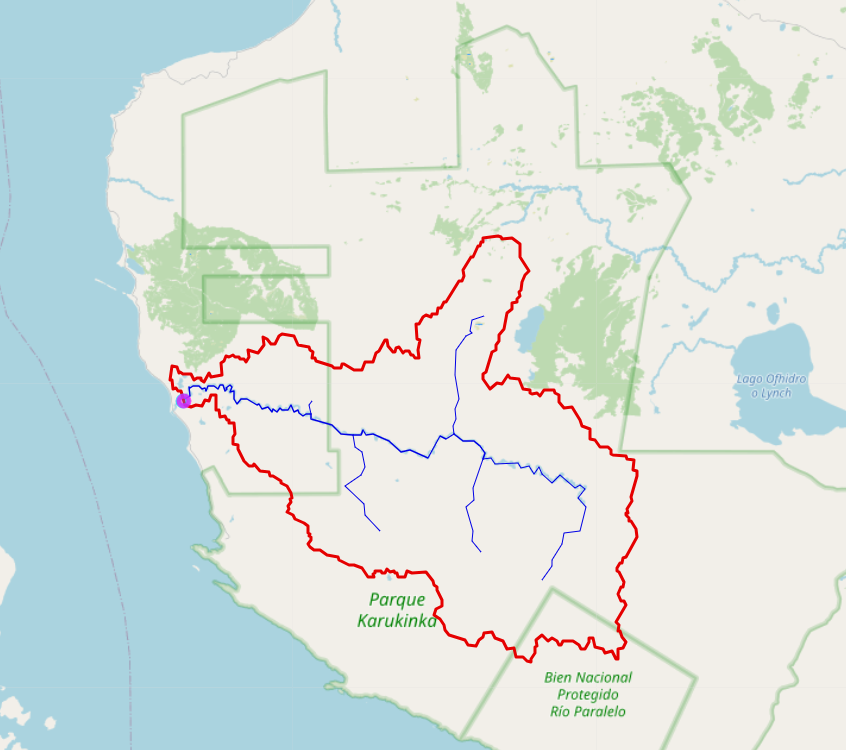
Cuenca del río Cóndor o Grande (Whiteside) en Tierra del Fuego. Ver también el mapa de la zona del Instituto Geográfico Militar de Chile. Véase también la continuación hacia el sur.

## Caudal y régimen
Es el río de mayor caudal que desemboca en la costa del canal Whiteside.: 2 

## Historia
Luis Risopatrón lo describe en su Diccionario Jeográfico de Chile de 1924:
Grande (Rio) 54° 00' 70° 00'. Corre hacia el W en la parte W de la isla Grande de Tierra del Fuego i desemboca en la ribera E del canal Whiteside.

## Población, economía y ecología
El poblado más cercano es Puerto Yartou de la comuna de Timaukel.